# Lika barn leka bäst
Lika barn leka bäst (engelska: Mr. & Mrs. Smith) är en amerikansk film från 1941 i regi av Alfred Hitchcock.

## Handling
David och Annie har ett ovanligt äktenskap med ett stort antal regler. En av dessa är att en av dem får ställa en fråga varje månad som den andre måste svara ärligt på. Annie frågar David om han skulle gifta sig med henne igen om han hade fått göra om det idag, David svarar ärligt att han förlorar sin frihet, så han skulle troligen inte gifta om sig med henne. Senare samma dag kontaktas David av en tjänsteman från staden där de gifte sig och meddelar att alla giftermål mellan 1936 och 1939 är ogiltiga. David beslutar sig för att ha roligt med den informationen, omedveten om att Annie också kontaktats av tjänstemannen, vilket får katastrofala följder.

## Om filmen
Filmen hade världspremiär i USA den 31 januari 1941 och svensk premiär den 28 augusti samma år, åldersgränsen är 15 år.
Alfred Hitchcocks obligatoriska cameo sker halvvägs in i filmen då han passerar David utanför dennes hus.

## Rollista (urval)
- Carole Lombard - Ann Krausheimer Smith
- Robert Montgomery - David Smith
- Gene Raymond - Jeff Custer
- Jack Carson - Chuck Benson
- Philip Merivale - Mr. Ashley Custer
- Lucile Watson - Mrs. Custer
- William Tracy - Sammy
- Charles Halton - Harry Deever
- Esther Dale - Mrs. Krausheimer
- Emma Dunn - Martha
- Betty Compson - Gertie
- Patricia Farr - Gloria
- William Edmunds - Lucys ägare
- Pamela Blake - Lily
- Alfred Hitchcock - man på gatan (ej krediterad)